# فاو غربی، قنا
فاو غربی (به عربی: فاو غرب)، روستایی از توابع دشنا در استان قنا و کشور مصر است.

## جمعیت
براساس سرشماری سال ۲۰۰۶ مصر، جمعیت آن ۸۱۴۱ نفر(۴۱۸۰ مرد و  ۳۹۶۱ زن) بوده‌است.